# Joseph Vaz
Joseph Vaz C.O. (Benaulim, 21 april 1651 – Kandy, 16 januari 1711) was een rooms-katholiek priester van de oratorianen.
Vaz was de derde van zes kinderen in een rooms-katholiek gezin. Hij ging naar school in Sancoale en studeerde vervolgens filosofie en theologie aan het jezuïetencollege St. Thomas van Aquino in Goa. In 1675 ontving hij zijn diakenwijding en in 1676 werd hij tot priester gewijd. Hij werd benoemd tot vicaris-generaal van Ceylon en richtte in die functie het koninkrijk Kandy in als missiegebied. Hij ondernam vervolgens meerdere zendingsreizen naar Ceylon. Tijdens een zendingsreis in Kandy werd hij ziek en overleed.
Vaz werd de Apostel van Ceylon genoemd. Vaz kwam op Ceylon aan tijdens de Nederlandse overheersing. De Nederlanders wilden na de overname van het Portugese Rijk het calvinisme als officiële godsdienst opleggen. Vaz reisde over het hele eiland en bracht de Eucharistie en de sacramenten naar groepen cryptokatholieken. Later in zijn missie vond hij onderdak in het Koninkrijk Kandy, waar hij vrij kon werken. Bij zijn dood was Vaz erin geslaagd de katholieke kerk op het eiland weer op te bouwen.

## Heiligverklaring
Op 21 januari 1995 werd hij in Colombo door paus Johannes Paulus II zalig verklaard. Op 17 september 2014 ondertekende paus Franciscus een decreet met betrekking tot een wonder op voorspraak van Vaz. Op 20 oktober werd vervolgens tijdens een openbaar consistorie besloten tot de heiligverklaring. Deze heiligverklaring werd door paus Franciscus in Colombo op 14 januari 2015 gecanoniseerd.